# Carlos Ott
Carlos Ott Buenafama (Montevideo, 16 de octubre de 1946) es un arquitecto uruguayo-canadiense. En la actualidad reside en Canadá. Entre sus obras se encuentran Ópera Bastilla en París, el Edificio Libertad Plaza en Buenos Aires y la Torre de las Telecomunicaciones en Montevideo.

## Biografía
Carlos Ott se graduó en la Facultad de Arquitectura de la Universidad de la República de Uruguay en el año 1969, a la edad de 23 años. en 1971 fue a Estados Unidos a completar su formación, en usufructo de una beca otorgada por el Programa Fulbright, estableciéndose en Toronto (Canadá) en 1975. En 1976, se convirtió en ciudadano canadiense. Es autor de numerosos y destacados proyectos arquitectónicos en varios países del mundo. Se hizo famoso por ganar, entre más de setecientos proyectos, el concurso internacional para construir el edificio de la Ópera de la Bastilla de París. 
Inaugurada el 14 de julio de 1989, fecha del bicentenario de la Revolución francesa, la arquitectura de la Ópera de la Bastilla está marcada por la transparencia de las fachadas y por el empleo de materiales idénticos tanto en el interior como en el exterior. Con sus 2700 localidades de una acústica homogénea, sus equipos de escenarios únicos, sus talleres integrados de decorados, vestuarios y accesorios, sus salas de trabajo y de ensayos, constituye el primer gran teatro moderno.
Tras el éxito de París, su vida cambió radicalmente; su labor como arquitecto asociado en una de las compañías canadienses más importantes del hemisferio norte llegó a su fin y se inició un nuevo camino personal. 
Hoy, Carlos Ott es dueño de una compañía que cuenta con más de sesenta profesionales a cargo y tiene cinco oficinas en el mundo: Quebec, Toronto, Shanghái, Dubái y Montevideo; una empresa que sólo en 2006 ha puesto en marcha más de diez proyectos internacionales que comprenden torres residenciales en India y Singapur, hoteles y centros comerciales en República Dominicana, Canadá, Emiratos Árabes y Argentina, entre otros.

## Obras
- 1989, Ópera de la Bastilla, París
- 1995, Aeropuerto Internacional de Ushuaia Malvinas Argentinas
- 1995, Simcoe Place, Toronto, Canada
- 1997, National Bank de Dubái
- 1997, Aeropuerto Carlos Curbelo de Punta del Este
- 1997, Punta Shopping de Punta del Este
- 2000, Libertad Plaza, Buenos Aires
- 2002, Torre de las Telecomunicaciones, Montevideo
- 2012, Hotel Boca by Design Suites, Buenos Aires
- 2012, Sede Pinamar de la Universidad Argentina de la Empresa, en Pinamar.
- 2016,  Hotel Las Américas Golden Tower, Panamá
- 2016, Harbour Tower, Buenos Aires
- 2021, Jade Park, Asunción[1]
- 2022, Museo de Arte Contemporáneo Atchugarry, Manantiales, uruguay